# 侯外庐学派
侯外庐及其门人以其以历史唯物主义解读中国思想史的开拓性贡献和三代传承被称为侯外庐学派，简称侯派。

## 定义
张岂之指出，侯外庐学派的特点是“将社会史的研究和思想史、哲学史的研究结合起来”，“注重发掘中国社会和中国思想的特点，不套用西方的模式”，“既创造性地运用马克思主义历史唯物论作为研究的指导，又继承中国思想学术史的优良传统”。
2011年，方克立、陆新礼定义：“‘侯外庐学派’是由马克思主义历史学家侯外庐先生开创的学术派别，其基本主张是用以唯物史观为核心的马克思主义世界观和方法论来研究中国思想的发展，强调思想史研究与社会史研究相结合，可以说是中国思想史研究中的唯物史观派。该学派已有三代薪火相传……”

## 形成
1941年后，侯外庐转向史学研究，先后编写《中国古典社会史论》、《中国古代思想学说史》、《船山学案》、《中国近世思想学说史》、《中国古代社会史》、《中国思想通史》一、二、三卷，1950年3月至1958年7月，侯外庐任西北大学校长。1954年4月，侯外庐调任中国科学院历史研究所第二所副所长，此后他聘请各著名学者并选调张岂之、李学勤、杨超、林英、何兆武到中国科学院历史研究所中国思想史研究室，组织他们编写《中国思想通史》第四卷、《中国哲学史略》，编辑《陈确哲学选集》及增订本、《中国历代大同理想》、《王廷相哲学选集》。由此熔铸了“特定共同体的成员所共有的信念、价值、技术等等构成的整体”。1959年8月，又选调黄宣民、唐宇元、步近智、陈谷嘉，此后招卢钟锋、孟祥才为研究生。
1972年后，侯外庐开始编辑《中国封建社会史论》，组织编写《中国近代哲学史》。1978年后，组织编著《中国思想史纲》与《宋明理学史》。
侯外庐逝世后，张岂之大力宣传侯外庐的治学方法和历史贡献，发表大量文章，召开相关学术研讨会，并编著侯外庐著作。张岂之编写和带领其博士生编写了《中国儒学思想史》、《中国思想史》、《中国传统文化》、《中国历史十五讲》、《中国学术思想编年》、《中国思想文化史》、《中国思想学说史》。

## 学人
第一代：侯外庐及其同事：侯外庐、邱汉生、赵纪彬、杜国庠。
第二代：侯外庐1966年前培养的研究生和助手：张岂之、李学勤、何兆武、林英、杨超及黄宣民、卢钟锋。
第三代：侯外庐1976年后培养的研究生以及第二代学者培养的学生：姜广辉、陈寒鸣。
其他：刘泽华、萧萐父、吴光、田昌五虽非侯外庐学生，但也认可侯外庐的治学方法，有时自承侯门中人。

## 著作
- 《中国思想通史》
- 《中国近代哲学史》
- 《宋明理学史》
- 姜广辉主编，《中国经学思想史》
- 黄宣民、陈寒鸣主编，《中国儒学发展史》

## 评价
- 白寿彝：“外庐同志在中国思想史的精深研究中，设立学术梯队，这不是宗派，不是什么集团，而是学派，在学术体系上和研究方法上具有个性特色的学派，是努力用马克思主义唯物史观作学术研究指导的学派。”[4]
- 任继愈：“这个学派的形成，不是自封的，是得到了同行公认的。侯外庐先生与他的同伴们合编的《中国思想通史》，这是解放后系统地讲思想史的唯一的一部书。这部书影响是很大的。侯先生在集体编书过程中带出一批人才。当年的‘诸青’、是一些青年，现在都成为骨干、顶梁柱，是学科的带头人了。编书有言传身教的作用，故能有效地带出一批人来。这点，侯外庐先生是成功的。”[5]